# Mais où se cache Carmen Sandiego ?
 (mars 2020).
Si vous disposez d'ouvrages ou d'articles de référence ou si vous connaissez des sites web de qualité traitant du thème abordé ici, merci de compléter l'article en donnant les références utiles à sa vérifiabilité et en les liant à la section « Notes et références ».
Mais où se cache Carmen Sandiego ? (Where on Earth Is Carmen Sandiego?) est une série télévisée d'animation américaine en quarante épisodes de 26 minutes, développée par Phil Harnage et diffusée entre le 5 février 1994 et le 2 janvier 1999 sur le réseau Fox dans le cadre de son bloc de programmation jeunesse Fox Kids.
La série est une adaptation de la franchise de jeux vidéo Carmen Sandiego. C'est la première adaptation de la franchise en tant que programme de fiction, après une adaptation en tant que jeu télévisée en 1991 sur PBS. Elle remporte en 1995 le Daytime Emmy Award du meilleur programme d'animation pour enfant.
En France, la série a été diffusée à partir de 1996 sur France 3, parallèlement à la version française du jeu télévisée. Elle a ensuite été rediffusée sur NT1, AB1 et Mangas.

## Synopsis
La série suit les aventures de Ivy et Zack, deux jeunes agents d'ACME, une agence secrète dirigé par le Chef, dont la mission est d'arrêter la maîtresse du crime, Carmen Sandiego.
Carmen est un ancien membre d'ACME, maintenant à la tête de la société malfaisante V.I.L.E. dont le but est de voler des trésors et autres richesses partout dans le monde. Reconnaissable car toujours vêtue de rouge, elle aime laisser des indices pour jouer avec Ivy et Zack.

## Distribution

### Voix originales
- Rita Moreno : Carmen Sandiego
- Jennifer Hale : Ivy
- Scott Menville : Zack
- Rodger Bumpass : le Chef
- Tim Curry : Dr Gunnar Maelstrom
- David Coburn : Lee Jordan
- Jeffrey Tucker/ Justin Shenkarow/ Asi Lang/ Joanie Pleasant : le joueur

### Voix françaises
- Véronique Augereau : Carmen Sandiego
- Magali Barney : Ivy
- Hervé Rey : Zack
- Patrick Guillemin : le chef, voix additionnelles

## Épisodes

### Première saison (1994)
1. Le sourire dérobé (The Stolen Smile)
2. L'appel des étoiles (A Higher Calling)
3. Jurassic Carmen (Dinosaur Delirium)
4. Il s'en faut d'un poil (By a Whisker)
5. Voleuse à l'ancienne (The Good Old Bad Old Days)
6. Échec et mat (Rules of the Game)
7. La séparation (Split Up)
8. Rêve de lune (Moondreams)
9. Musicorama (Music to My Ears)
10. Carmen vole la vedette (The Play's the Thing)
11. Au fil du temps - Partie 1 (A Date with Carmen - Part I)
12. Au fil du temps - Partie 2 (A Date with Carmen - Part II)
13. Sur les traces de Dickens (Chapter & Verse)

### Deuxième saison (1995)
1. Carmen, pirate de haute mer (Skull and Double-Crossbones)
2. Le diamant (Hot Ice)
3. Tous pour un (All for One)
4. Bon anniversaire Carmen ! (Scavenger Hunt)
5. Double jeu (When It Rains)
6. Déjà vu (Deja Vu)
7. Ami ou ennemi ? - Partie 1 (Boyhood's End - Part I)
8. Ami ou ennemi ? - Partie 2 (Boyhood's End - Part II)

### Troisième saison (1995)
1. La Tigresse (The Tigress)
2. Carmen crois au Père Noël (The Remnants)
3. Mise à l'épreuve (Labyrinth)
4. Panne de mémoire (Labyrinth Part II - Woman of the Year… 2101)
5. Carmen chez les Romains (Labyrinth Part III - When in Rome)
6. Le rouge et le noir (Birds of a Feather)
7. Légendes indiennes (Shaman Spirits)
8. Sur les traces de Carmen (Follow My Footprints)
9. Carmen défie le mauvais sort (Curses, Foiled Again!)
10. À la recherche du temps passé (Just Like Old Times)

### Quatrième saison (1996-1999)
1. Le châtiment - Partie 1 (The Unsinkable Carmen Sandiego - Retribution Part I)
2. Le châtiment - Partie 2 (In Memoriam - Retribution Part II)
3. Le châtiment - Partie 3 (Maelstrom's Revenge - Retribution Part III)
4. Le procès de Carmen Sandiego (The Trial of Carmen Sandiego)
5. Halloween (Trick Or Treat)
6. Histoire revue et corrigée (Timing Is Everything)
7. L'art et la manière (Cupid Sandiego)
8. Carmen sans famille - Partie 1 (Can You Ever Go Home Again? - Part I)
9. Carmen sans famille - Partie 2 (Can You Ever Go Home Again? - Part II)